# Ерік Болін
Ерік Болін (швед. Erik Bohlin, 1 червня 1897 — 8 червня 1977) — шведський велогонщик.
Бронзовий призер Олімпійських Ігор 1924 року в роздільній командній гонці.